# Похороны в Орнане
«По́хороны в Орна́не» (фр. Un enterrement à Ornans) — картина, написанная в 1849—1850 годах выдающимся французским живописцем Гюставом Курбе (Gustave Courbet, 1819—1877). Размер картины — 315 × 668 см.

## История создания и композиция картины
Картина является ранним произведением художника, представленным в Парижском салоне 1851 года, и первым, вызвавшим скандал и неприятие публикой и критикой. Орнан — город, где родился Курбе. Коммуна Орнан находится на востоке Франции, в провинции Франш-Конте, недалеко от границы со Швейцарией. На картине изображены похороны на новом кладбище в Орнане, которое начало функционировать в сентябре 1848 года. По разным версиям, Курбе мог изобразить на этой картине похороны либо своего деда по материнской линии Удо (Oudot), либо своего двоюродного деда Клода-Этьена Теста (Claude Etienne Teste)
.
На первый взгляд огромная по размеру и тёмная по краскам картина (возможно, художник допустил промахи в технике живописи и картина к нашему времени ещё более потемнела) производила необычно гнетущее впечатление. На фоне мрачного пейзажа стоит группа таких же мрачных людей с грубыми и скучными лицами, среди них священник, бесстрастно читающий молитву, и равнодушные ко всему могильщики. Критики соревновались в остроумии: «Картина вызывает одно желание — не быть никогда похороненным в Орнане… Никогда культ безобразного не был выражен с такой откровенностью…» Критик К. Виньон писал:

 «Огромное чёрное полотно, занимающее много места, сразу же привлекает к себе внимание… В самом деле, это удивительно безобразно. Представьте себе полотно размером в восемь или десять метров, которое кажется вырезанным из другого полотна в пятьдесят метров, потому что все персонажи, выстроившиеся как по линейке на переднем плане картины, находятся в одной плоскости и как бы представляют эпизод огромной декорации. Нет перспективы, расположения, композиции, все правила искусства опрокинуты и облиты презрением. Можно увидеть чёрных мужчин, фигуры которых налеплены на фигуры чёрных женщин, а позади причётники и могильщики с гнусными физиономиями…» 
Помимо откровенных издевательств были и попытки объяснить столь странное явление в живописи. Ж. Шанфлёри, писатель, критик, друг и защитник Курбе, подчёркивал, что не следует преждевременно осуждать художника за нарушение канонов академического искусства, потому что обвинения в его адрес могут оказаться выступлением против реализма в живописи. Шанфлёри писал в отзыве на выставку:

 «Курбе хотят представить дикарём, изучавшим живопись в то время, когда он пас свиней. Некоторые утверждают, что художник — глава социалистических банд, что он — дитя Демократической республики 1848 года, что он хотел бы закрыть крепом Аполлона Бельведерского… Виноват ли художник, что материальные интересы, жизнь маленького городка, скудость провинциальной жизни накладывают свой отпечаток на лица, гасят взгляд, собирают в морщины лоб, придают глупое выражение рту… Я не буду давать советы художнику, пусть он идёт туда, куда влечёт его кисть. Он создал настоящее произведение в эпоху посредственностей… Каждый испытывает чувство удивления при виде этой живописи, как удивляешься, глядя на наивные фигуры, высеченные из дерева неловким ножом… Учёное искусство делает те же акценты, что и наивное… Разве физиономии орнанских граждан страшнее и гротескнее тех, которые изображали Гойя, Хогарт, Домье?» 
Писатель Теофиль Готье, романтик и парнасец, осмеял картину Курбе, не увидев в ней ничего, кроме «карикатуры» и «пьяных пылающих рож». Поль Манц назвал «Похороны в Орнане» «Геркулесовыми столпами реализма», но отметил, что картина — урок для последующих поколений, предупреждение о том, что этим путём идти далее нельзя и необходимо искать «более безопасную дорогу». Шанфлёри, развивая дискуссию о реализме, разгоревшуюся в связи с произведением Курбе, подчёркивал различие родов живописи — «аллегорической и реалистической» — и то, что каждая тема требует своего подхода.
Следует добавить, что ныне картина Курбе, экспонируемая в парижском музее Орсе, действительно выглядит плоской и почерневшей, и производит тяжёлое впечатление. Но неправы и критики, не заметившие в ней внутренней силы, ритма белых, красных и чёрных пятен, «волнообразного» движения силуэтов, придающих композиции напряжение. Среди изображённых фигур есть ряд замечательных портретов. Живописную мощь, скрытую в этой картине, Курбе успешно развил в последующих произведениях.

## Фильмография
- «Обитель смерти», фильм Алена Жобера[фр.] из цикла «Палитры» (Франция, 1996).